# Джинні Лівітт
Джинні Марі Лівітт (англ. Jeannie Marie Leavitt; c. 1967) — генерал Повітряних сил США. В 1993, вона стала першою жінкою-пілотом винищувача ПС США і була першою жінкою, яка командувала бойовим крилом винищувачів повітряних сил. Льотні години Лівітт налічують більше 3 тисяч, включаючи понад 300 бойових, на таких літаках, як F-15E Strike Eagle, T-37 Tweet, T-38 Talon.

## Ранні роки та освіта
Лівітт народилася у Сент-Луїсі, Міссурі, в сім'ї Джеймса, військовослужбовця повітряних сил, та Пет Флінн. Вона відвідувала приватну римо-католицьку Школу єпископа Дубура в Сент-Луїсі. Після випуску у 1985 і до вступу у повітряні сили, вона отримала ступінь бакалавра наук з аерокосмічної інженерії в Техаському університеті в Остіні і ступінь магістра наук в галузі аеронавтики та космонавтики у Стенфордському університеті в Каліфорнії.

## Кар'єра
- Другий лейтенант (1 липня 1991)
- Перший лейтенант (1 липня 1993)
- Капітан (1 липня 1995)
- Майор (1 травня 2002)
- Підполковник (1 березня 2006)
- Полковник (1 жовтня 2009)
- Бригадний генерал (3 липня 2016)

Лівітт почала пілотні тренування на авіабазі «Лафлін» в Техасі у 1992. Вона навчалася в якості пілота-інструктора літака T-38 Talon на авіабазі «Рендолф» в Сан-Антоніо, коли обмеження щодо польотів жінок в бойових місіях були зняті в квітні 1993. Після цього, вона почала формальну бойову підготовку на літаку F-15E Strike Eagle, ставши першою жінкою-пілотом винищувача на військовій службі.
Льотний години Лівітт на F-15E включають 300 бойових, переважно над Афганістаном та Іраком. На одній місії, під час Операції «Південне вартування» у 1996, вона виконувала підтримку літаків Tornado GR1 Повітряних сил Великої Британії, знаходячись під загрозою з боку іракських ракет «поверхня-повітря» Roland.
З 2002 по 2010, Лівітт отримала три ступеня магістра:
- магістр ділового адміністрування (Обернський університет; 2002)
- магістр військового оперативного мистецтва та науки (Командно-штабний коледж Повітряних сил США; 2004)
- магістр стратегії національної безпека (Національний воєнний коледж; 2010)

Першим підрозділом під командуванням Лівітт стала 333-я винищувальна ескадрилья на авіабазі «Сеймур Джонсон» в Північній Кароліні. Там же, вона була призначена командувачем 4-го винищувального крила в червні 2012, але у червні 2014, Лівітт відмовилася від командування крилом на користь посади головного військового помічника міністра оборони США у Вашингтоні.
У 2016, Лівітт стала першою жінкою, яка взяла під командування 57-е крило на авіабазі «Нелліс», і була підвищена до бригадного генерала.

## Призначення
| Дата                         | Місце                                                                                          | Підрозділ                                                                                          | Замітки |
| ---------------------------- | ---------------------------------------------------------------------------------------------- | -------------------------------------------------------------------------------------------------- | --- |
| січень 1992 — березень 1993  | авіабаза «Лафлін», Техас                                                                       | Ні                                                                                                 | курсант початкові пілотні тренування |
| березень—липень 1993         | авіабаза «Рендолф», Техасавіабаза «Венс», Оклахома                                             | Ні                                                                                                 | інструктор підвищеної кваліфікації пілотування T-38                                                                                             |
| липень 1993 — квітень 1994   | авіабаза «Люк», Аризона                                                                        | 555-я винищувальна ескадрилья                                                                      | курсант формальний навчальний курс на F-15E |
| квітень 1994 — січень 1998   | авіабаза «Сеймур Джонсон», Північна Кароліна                                                   | 336-а винищувальна ескадрилья                                                                      | пілот-інструктор навчальний офіцер помічник начальника з питань зброї помічник начальника по стандартизації та оцінці                           |
| січень—липень 1998           | авіабаза «Нелліс», Невада                                                                      | дивізіон F-15E                                                                                     | курсант курс інструктора з озброєння ВПС |
| липень 1998 — червень 2001   | авіабаза «Сеймур Джонсон», Північна Кароліна                                                   | 391-а винищувальна ескадрилья                                                                      | пілот-інструктор F-15E помічник начальника начальник зі зброї та тактики командувач польотом офіцер-помічник з операцій                         |
| червень 2001 — серпень 2003  | Військова школа Повітряних сил США, авіабаза «Нелліс», Невада                                  | 57-а операційна група17-а збройна ескадрилья                                                       | пілот-інструктор F-15E експерт із стандартизації та оцінювання крила академічний польовий командир асистент операційного відділу для академіків |
| серпень 2003 — липень 2004   | Колледж авіації та персоналу, авіабаза «Максвелл», Алабама                                     | Ні                                                                                                 | курсант |
| липень 2004 — вересень 2005  | гарнізон Йонсан, Сеул, Південна Корея                                                          | Збройні сили США в Кореї                                                                           | начальник спеціальних технічних операцій |
| вересень 2005 — квітень 2007 | авіабаза «Шоу», Південна Кароліна                                                              | 609-й ескадрон бойових планів 9-та повітряна армія Центральне командування Повітряних сил США [en] | начальник генеральних планів повітряних атак |
| квітень 2007 — липень 2009   | авіабаза «Сеймур Джонсон», Північна Кароліна                                                   | 334-а винищувальна ескадрилья333-а винищувальна ескадрилья4-а операційна група                     | помічник начальника з операційкомандирспеціальний помічник командира                                                                            |
| липень 2009 — червень 2010   | Національний воєнний коледж, Національний університет оборони, «Форт Леслі Макнейр», Вашингтон | Ні                                                                                                 | курсант |
| червень 2010 — травень 2012  | Центральне розвідувальне управління, Вашингтон                                                 | Ні                                                                                                 | колега Начальнику штабу Повітряних сил США |
| червень 2012 — червень 2014  | авіабаза «Сеймур Джонсон», Північна Кароліна                                                   | 4-е винищувальне крило                                                                             | командир |
| червень 2014 — квітень 2016  | Вашингтон                                                                                      | Ні                                                                                                 | головний військовий помічник міністра оборони                                                                                                   |
| з квітня 2016                | авіабаза «Нелліс», Невада                                                                      | 57-е крило                                                                                         | командир |

## Нагороди та відзнаки
| | Медаль за відмінну службу в Збройних силах                             |
| Width-44 crimson ribbon with a pair of width-2 white stripes on the edges                                                                                          | Легіон Заслуг                                                          |
| Width-44 scarlet ribbon with width-4 ultramarine blue stripe at center, surrounded by width-1 white stripes. Width-1 white stripes are at the edges.               | Бронзова Зірка                                                         |
| Bronze oak leaf cluster | Медаль за похвальну службу в Збройних силах з трьома дубовими листками |
| Bronze oak leaf cluster · Bronze oak leaf cluster · Bronze oak leaf cluster · Width-44 crimson ribbon with two width-8 white stripes at distance 4 from the edges. | Медаль за похвальну службу з трьома дубовими листками                  |
| Bronze oak leaf cluster · Bronze oak leaf cluster · Bronze oak leaf cluster · Bronze oak leaf cluster                                                              | Повітряна медаль з чотирма дубовими листками                           |
| | Медаль за досягнення в повітрі                                         |
| | Похвальна медаль об'єднаних штабів та сил з дубовим листком            |
| | Похвальна медаль Повітряних сил                                        |
| | Медаль за досягнення                                                   |

Інші досягнення

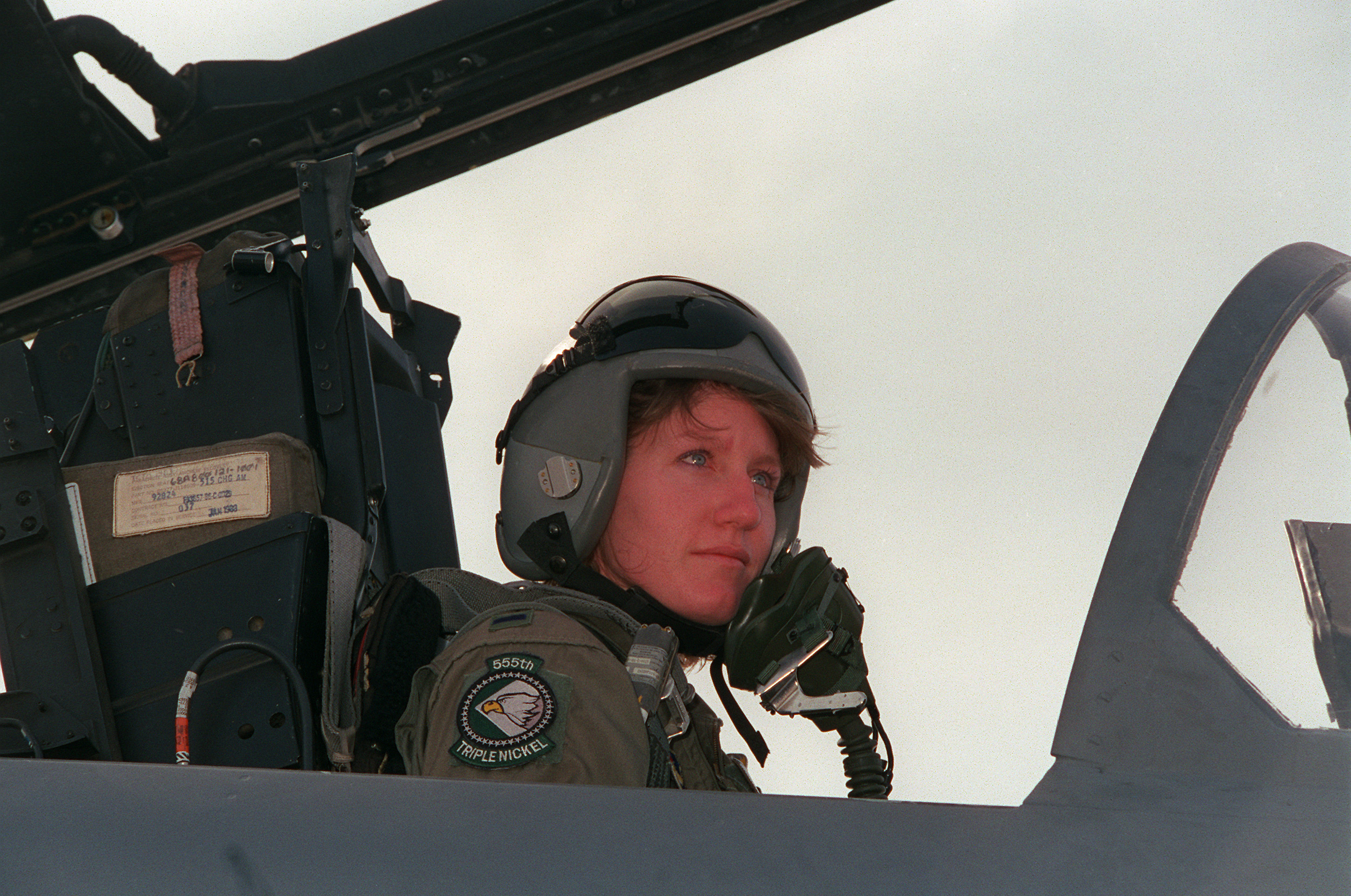
1-й лейтенант Флінн в кабіні F-15E під час своєї служби у 555-й винищувальній ескадрильї

- 1997: Видатна колишня молодь Техасу, Техаський університет
- 2009: Премія Кетрін Стінсон[en], Національна авіаційна асоціація[en]